# Thyreomelecta paucimaculosa
Thyreomelecta paucimaculosa är en biart som först beskrevs av Johann Dietrich Alfken 1931.  Thyreomelecta paucimaculosa ingår i släktet Thyreomelecta och familjen långtungebin. Inga underarter finns listade i Catalogue of Life.